# Gilles Tonelli
Gilles Tonelli (ur. 27 listopada 1957) – monakijski inżynier, polityk i dyplomata, minister robót publicznych, środowiska i rozwoju (2005–2006, 2009–2011), finansów (2006–2009) oraz spraw zagranicznych (od 2015), ambasador przy Unii Europejskiej w latach 2011–2015, od 16 grudnia 2015 do 1 lutego 2016 tymczasowy minister stanu (szef rządu) Monako.

## Wykształcenie i kariera
Ukończył paryską École Spéciale des Travaux Publics, a także podyplomowe studia z matematyki na Université de Nice – Sophia Antipolis.
Od 1983 do 1984 zatrudniony jako inżynier w SOFRESID. Następnie pracował w Ministerstwie Robót Publicznych i Spraw Społecznych, przechodząc po kolejnych szczeblach stanowisk kierowniczych i pełniąc w latach 1993–1999 funkcję jego dyrektora generalnego. Od 2000 do 2005 roku był sekretarzem generalnym w Ministerstwie Stanu. Od 2005 roku piastował różne funkcje ministerialne: w latach 2005–2006 był ministrem robót publicznych, środowiska i rozwoju, 2006–2009 – finansów, 2009–2011 – ponownie robót publicznych, środowiska i rozwoju. Od 2011 do 2015 pozostawał ambasadorem Monako w Belgii, Holandii, Luksemburgu i Unii Europejskiej. W lutym 2015 objął stanowisko szefa dyplomacji. W listopadzie 2016 rozpoczął rozmowy umożliwiające obywatelom Monako naukę w krajach UE, jednak zapowiedział, że kraj nie zamierza przystąpić do organizacji.
Po tym jak minister stanu Michel Roger zrezygnował ze stanowiska ze względu na chorobę, tymczasowo przejął jego obowiązki od 16 grudnia 2015 do 1 lutego 2016. Jego następcą został Serge Telle.

## Odznaczenia i działalność społeczna
Odznaczony Orderem Świętego Karola, Narodowym Orderem Zasługi; oficer Legii Honorowej. Był prezesem krajowej organizacji żeglarskiej oraz wioślarskiej.

## Życie prywatne
Jest żonaty, ma trójkę dzieci.